# Сиерас де Кордоба
Сиерас де Кордоба (на испански: Sierras oe Córdoba) е планина в централната част на Аржентина (провинции Кордоба и Сан Луис), заемаща крайните югоизточни райони на т.нар. Пампаски сиери. Дължината ѝ от север на юг е около 500 km. В средната си най-широка (до 150 km) част се състои от три успоредни планински вериги – Сиера де Комечингонес, Сиера Гранде и Сиера де Почо, с надморска височина от 1000 до 2200 m, разделени от дълги и тесни надлъжни падини. Максималната им височина е връх Чампаки (2884 m). Изградени са основно от кристалинни и метаморфни скали. В Лас Тапяс и Лос Кондерес се разработват големи находища съответно на берилий и волфрам. На височина до 1500 – 1700 m са покрити с храсталаци и кактуси, а нагоре – от храстово-тревиста степ. В горните течения на реките Рио Примеро и Рио Сегундо (вливат се в безотточното солено езеро Мар Чикита) са изградени големи ВЕЦ-ове. В източното им подножие е разположен големият град Кордоба, а по източните им склонове – няколко планинско-климатични курорти.